# Sagrada Orden Militar Constantiniana de San Jorge
La Sacra y Militar Orden Constantiniana de San Jorge es una orden de caballería dedicada a San Jorge y consagrada a la glorificación de la Cruz, la difusión de la Fe y la defensa de la Iglesia (católica). Así como la promoción de la libertad religiosa en territorios de conflicto, fundamentalmente en los lugares donde las minorías cristianas y de otras confesiones son perseguidas.

## Fundación
Existe una leyenda que atribuye su origen en tiempos del emperador Constantino en la batalla del Puente Milvio (año 312) contra el emperador Majencio. La tradición cristiana cuenta, que Constantino luchó bajo el símbolo de la cruz en la batalla, que se le reveló en un sueño. En el año 615, los caballeros constantinianos en Oriente, guiados por el emperador Heraclio, consiguieron derrotar a Cosroes II, emperador de Persia, que le sustrajeron el madero de la Cruz y lo restituyeron en Jerusalén.

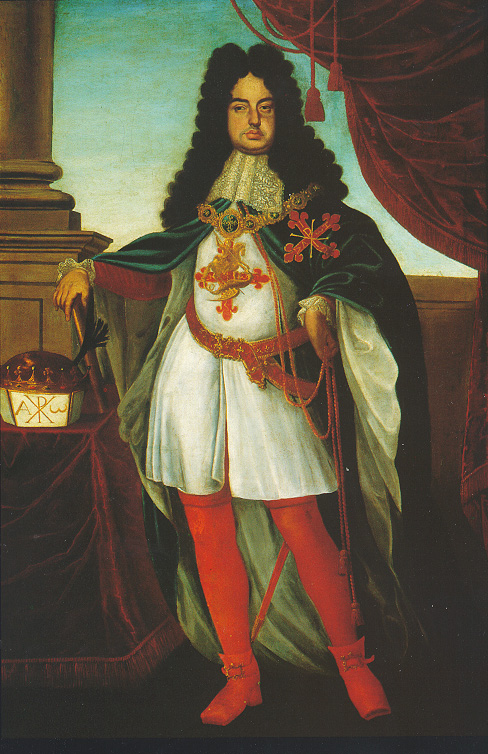
Francisco, VII duque de Parma y Piacenza, como Gran Maestre

Los supuestos orígenes legendarios de la Orden fueron posteriormente atribuidos a su fundación por Isaac Ángelo emperador de Constantinopla (I de los Ángeles), en 1190, y entre los presuntos caballeros de esta institución mítica se encontraban Federico I de Hohenstaufen, Ricardo I de Inglaterra, Felipe II de Francia, Alfonso II de Aragón, Guillermo II de Sicilia, Sancho VI de Navarra y Alfonso IX de León. 
En 1550 el papa Julio III reconoció la «Sagrada Orden Militar Constantiniana de San Jorge» con la bula Quod Aliasla, donde se le confirió el título y la dignidad de Gran Maestre de los caballeros Constantinianos por don Andrés Ángelo y Comneno.

## Expansión
Con la inminente extinción de la línea masculina de la familia Angeli Comneni, Juan Andrés (IX), príncipe titular de Macedonia, último de esta familia en ostentar el título de gran maestre y reconocido como tal por el Emperador Leopoldo I de Habsburgo y el Rey Jan Sobieski de Polonia, el gran maestrazgo quedó establecido en un acuerdo de 1698 sobre duque Francisco Farnesio y sus sucesores como herederos de la familia Farnese en un acto de cesión confirmado por el emperador y por el papa Inocencio XII, en lo que se conoce como la breve Sincerae Fidei 1699. Al morir sin descendencia don Antonio Farnesio, duque de Parma, en 1727, se llamó a la sucesión a don Carlos de Borbón, Infante de España, hijo de su sobrina Isabel de Farnesio y del rey Felipe V de España. Carlos III de España dio a su tercer hijo, el infante don Fernando I de las Dos Sicilias, el 6 de octubre de 1759, todos sus bienes italianos, y el 16 de octubre como "primogénito legitimo farnesiano" lo invistió como Gran Maestre Constantiniano, dignidad transmisible a todos los varones primogénitos. Con el tiempo quedó dividida en dos ramas conocidas como hispano-napolitana y franco-napolitana.

## Situación actual

Bandera con las armas reales de las Dos Sicilias.

El actual Gran Maestre reconocido como tal por el rey de España, es S.A.R. don Pedro de Borbón-Dos Sicilias y Orleans, duque de Calabria. 
En 1796, el rey Fernando I de las Dos Sicilias confirmó la separación de la corona del gran maestrazgo. En una declaración en la que afirmaba que en su persona existían dos cualidades separadas, una como rey de las Dos Sicilias y otra como gran maestre. En 1900, antes del matrimonio del bisabuelo del príncipe Pedro, Carlos de Borbón-Dos Sicilias, con la princesa Mercedes de Borbón y Austria, entonces heredera presunta de la Corona española, se firmó el «Acta de Cannes», en el cual acordaron renunciar a la eventual sucesión a la Corona de las Dos Sicilias, de acuerdo con la real pragmática de Carlos III de España, que exigía una renuncia si estaba unida a la Corona de España. Sin embargo, esto nunca sucedió, por lo que el Acta de Cannes, que de todas formas no mencionaba la dignidad separada de gran maestre de la Orden Constantiniana, nunca entró en vigor. Sin embargo, con el nacimiento en 1907 del primer hijo de Alfonso XIII, la posibilidad de que los descendientes del Infante Carlos de Borbón-Dos Sicilias sucedieran a la Corona española se volvió más distante, y para cuando el Príncipe Fernando de Borbón-Dos Sicilias, Duque de Calabria, falleció en 1960, la posibilidad se volvió aún más remota. 
En 1983-84, cinco altos organismos del Estado español, el Instituto Salazar y Castro, la Real Academia de Jurisprudencia y Legislación, los Ministerio de Justicia y Ministerio de Asuntos Exteriores y el Consejo de Estado fueron consultados para investigar la sucesión, y concluyeron de manera unánime a favor del Infante Carlos de Borbón-Dos Sicilias, Duque de Calabria.
Entre los pretendientes, se distinguen dos ramas principales de la orden, una napolitana (con dos grandes maestros en pretensión) y otra parmesana:
- Rama napolitana:
  - (Sub rama hispano-napolitana): El actual Gran Maestre[2] reconocido como tal por el rey de España, e S.A.R. don Pedro de Borbón-Dos Sicilias y Orleans, duque de Calabria.[1] Entre los miembros recientes de esta Orden se incluyen el rey Juan Carlos I de España, rey Constantino II de Grecia, el rey Simeón de Bulgaria, el príncipe heredero Alejandro de Yugoslavia, Eduardo Nuño de Braganza, duque de Braganza, y su hijo Eduardo Pío de Braganza, duque de Braganza, el príncipe Pedro-Gastón de Orleans-Braganza, y los archiduques Simeón, Josef Karl, Istvan, Carlos Pedro, Juan and Luis de Austria.
  - (Sub rama franco-napolitana): Carlos de Borbón-Dos Sicilias, duque de Castro. Su abuelo y el mismo, al contraer matrimonio con una persona de linaje no real, es decir, en matrimonio morganático, quedarían excluidos de la sucesión él y sus descendientes, como así rezan las leyes del reino de las Dos Sicilias.
- Rama parmesana, cuyo Gran Maestre es el príncipe y duque de Parma Carlos-Javier de Borbón-Parma, pretendiente carlista al trono de España.

El Gran Prior (de la rama hispano-napolitana) era, hasta su fallecimiento el 17 de mayo de 2018, el cardenal Darío Castrillón Hoyos, que fue sucedido por el Cardenal Gerhard Ludwig Müller

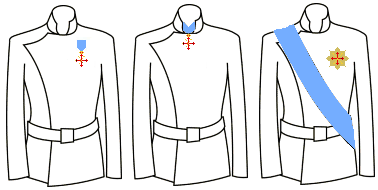
Caballero, Caballero-Comendador, Caballero de Gran Cruz

En los últimos tiempos la Santa Sede ha afirmado que ya no reconoce más órdenes que las suyas propias, la Soberana Orden de Malta, la Orden de caballería del Santo Sepulcro de Jerusalén y las de los estados. No significa ello que sea contraria a las órdenes dinásticas (o.m.) consagradas por la historia. Simplemente, no las reconoce, sin afectar ello a su estatus o personalidad jurídica.